# Tectaria blumeana
Tectaria blumeana är en ormbunkeart som först beskrevs av Regel, och fick sitt nu gällande namn av Conrad Vernon Morton. Tectaria blumeana ingår i släktet Tectaria och familjen Tectariaceae. Inga underarter finns listade.